# Пајсије Хиландарац
Пајсије Хиландарац (1722–1773), монах са Свете горе, историчар и писац.
Он је аутор Историје словенобугарске (1762), у основи прве бугарске историје, од потопа и старозаветних прича до Константина Шишмана, господара Велбужда, који је прихватио турско вазалство. У поглављу „О словенским учитељима“ даје прву словенску културну историју. За своју историју, надахнуту духом препорода, Пајсије Хиландарац се користио домаћим изворима, Краљевством Словена Мавра Орбинија, Црквеним годишњацима од Христовог рођења до 1198. године Цезара Баронија и Стематографијом Христифора Жефаровића.
Пајсије Хиландарски, монах "бугарског порекла" писао је своју књигу под великим утицајем Јована Рајића, "првог српског историчара". Архимандрит ковиљски Рајић је прикупљајући грађу за своје чувено дело "Историја разних словенских народа..." дошао у лето 1758. године на Свету гору. Провео је два месеца истражујући по манастирима Хиландару и Зографу. Видео је у Хиландару пуне сандуке старих рукописа, "а међу њима мноштво хрисовуља српских краљева и царева". Хиландарски монаси "чији је национални састав био мешовит тада" му међутим нису хтели дати све на увид, а извесну помоћ је добио једино од "Бугарина, проигумана Пајсија". Тај сусрет је био далеко кориснији за Пајсија, јер је током разговора са Рајићем "био упознат са његовим радом у Русији, на прикупљању литературе и документације из прошлости јужнословенских народа, као и о методологији Рајићевог научноистраживачког рада." Другу прилику је искористио Пајсије априла-маја 1761. године, када је посетио Рајића у Карловцима, и дошао код њега у додир са литературом, коју је имао код себе домаћин. Пајсије је видео до каквих резултата је дошао Рајић, користио је његове књиге попут аутора Орбинија, Баронија, Орфелина, Жефаровића и друге, и то му је омогућило да успешно уради своје дело.
По српском књижевнику и дипломати Иванићу, Пајсије Хиландарац је био "Србин из Самокова", а не Бугарин. Као хиландарски калуђер ишао је у Русију, где је "дошао до сазнања да је Бугарин". Међутим, Пајсије никада не успева да посети Русију.